# Bryhnia pflanzii
Bryhnia pflanzii är en bladmossart som beskrevs av Brotherus 1913. Bryhnia pflanzii ingår i släktet Bryhnia och familjen Brachytheciaceae. Inga underarter finns listade i Catalogue of Life.